# Anticira
Anticira (en grec antic Αντίκυρα) era una antiga ciutat de la Fòcida, al sud del país, situada en una península (que Plini el Vell i Aulus Gel·li anomenen erròniament una illa), en una badia del golf de Corint.
Tenia molta importància degut a l'excel·lent port protegit i a les seves bones comunicacions amb l'interior, segons Estrabó i Pausànies. Pausànies diu, segurament per error, que era l'antiga Ciparíssia, una ciutat mencionada per Homer al Catàleg de les naus. Va ser destruïda, com altres citats de la Fòcida, per Filip II de Macedònia, però aviat es va recuperar i va ser reconstruïda. A la Segona guerra macedònica la va ocupar el cònsol Tit Quinti Flaminí degut a la seva bona posició estratègica, segons Titus Livi. Va seguir sent un lloc d'importància segons Estrabó, i Pausànies en descriu alguns edificis públics.
Anticira era famosa a l'antiguitat pel cultiu i la preparació d'una planta amb propietats contra la bogeria, el Jusquiam negre, i moltes persones de Grècia anaven a viure allí per poder tractar-se millor de la malaltia. Segons Horaci, hi havia una dita, Naviget Anticyram, que es deia a una persona quan actuava de manera insensata. Queden restes de la ciutat i del santuari d'Artemisa a Aspra Spitia.
Una altra ciutat al golf Malíac, a Tessàlia, portava el mateix nom.